# Fredlanella
Fredlanella is een kevergeslacht uit de familie van de boktorren (Cerambycidae). De wetenschappelijke naam van het geslacht werd voor het eerst geldig gepubliceerd in 1996 door Martins & Galileo.

## Soorten
Fredlanella omvat de volgende soorten:
- Fredlanella cerussata (Lane, 1964)
- Fredlanella diringshofeni (Lane, 1972)